# Армстронг, Дженни
Дженнифер Маргарет «Дженни» Армстронг (англ. Jennifer Margaret "Jenny" Armstrong; род. 3 марта 1970, Данидин, Новая Зеландия) — австралийская яхтсменка, выступающая в классе гоночных яхт 470. Участница двух Олимпиад. В 2000 году завоевала золотые медали на Олимпийских играх.

## Статистика

### Европа
| Соревнование/Год        | 1992 |
| ----------------------- | ---- |
| Летние Олимпийские игры | 4    |

### 470
Выступает с Стоуэлл, Белинда.
| Соревнование/Год            | 2000 | 2001 | 2004 |
| --------------------------- | ---- | ---- | ---- |
| Летние Олимпийские игры     | 1    | -    | 14   |
| Чемпионат мира в классе 470 | 2    | 2    | -    |